# Dayo Amusa
Dayo Amusa (Lagos, 1983) es una actriz y cantante nigeriana.

## Carrera
Dayo nació en Lagos. Es la mayor entre cinco hermanos. Su madre es del estado de Ogun y su padre de Lagos. Asistió a la Escuela Mayflower en Ikene. Más adelante estudió Ciencia y Tecnología Alimentaria en el Politécnico de Moshood Abiola antes de comenzar su carrera de actriz en 2002. Aunque actúa principalmente en películas en lengua yoruba de Nollywood, también ha actuado en películas en inglés. Dayo es la propietaria de la escuela de actuación PayDab, que tiene dos sedes en Ibadán y Lagos.

## Sencillos
- "Aye Mii"
- "Ayemi Remix"
- "Alejo"
- "Blow My Mind"
- "Mama’s Love"
- "Omodaddy"

## Filmografía seleccionada
- 2006 - Ajegbodo
- 2007 - Oju Awo
- 2008 - Ekan Soso
- 2009 - Oogun Mii
- 2010 - Dewunni Iberu
- 2011 - Inu
- 2012 - Idaa
- 2012 - Aroba
- 2015 - Unforgivable
- 2017 - Pathetic